# Železniční trať Suchdol nad Odrou – Nový Jičín město
Železniční trať Suchdol nad Odrou – Nový Jičín město (v jízdním řádu pro cestující označená číslem 278) je jednokolejná regionální trať. Doprava po této trati byla zahájena 20. prosince 1880 a je stále v provozu.

## Význam tratě
Trať spojuje Nový Jičín se stanicí Suchdol nad Odrou na trati Přerov–Bohumín.

## Vlastnosti tratě
Od roku 2007 na trati jezdí souprava Regionova, díky tomu je doprava bezbariérová.[zdroj?] Doba přepravy je 13 minut a vzdálenost mezi cílovými zastávkami je 8 km. Trať má pouze jednu mezizastávku v Šenově u Nového Jičína. Před rokem 2011 se na trati nacházela ještě zastávka Kunín, ta se však nacházela daleko od obce Kunín. Většina vlaků nějakou dobu projížděla, od roku 2003 projížděly vlaky všechny. V roce 2011 byla zastávka oficiálně zrušena, a poté zbourána. Od prosince 2007 jsou osobní vlaky na trati součástí Integrovaného dopravního systému Moravskoslezského kraje ODIS. Trať není elektrifikovaná.

## Stanice a zastávky

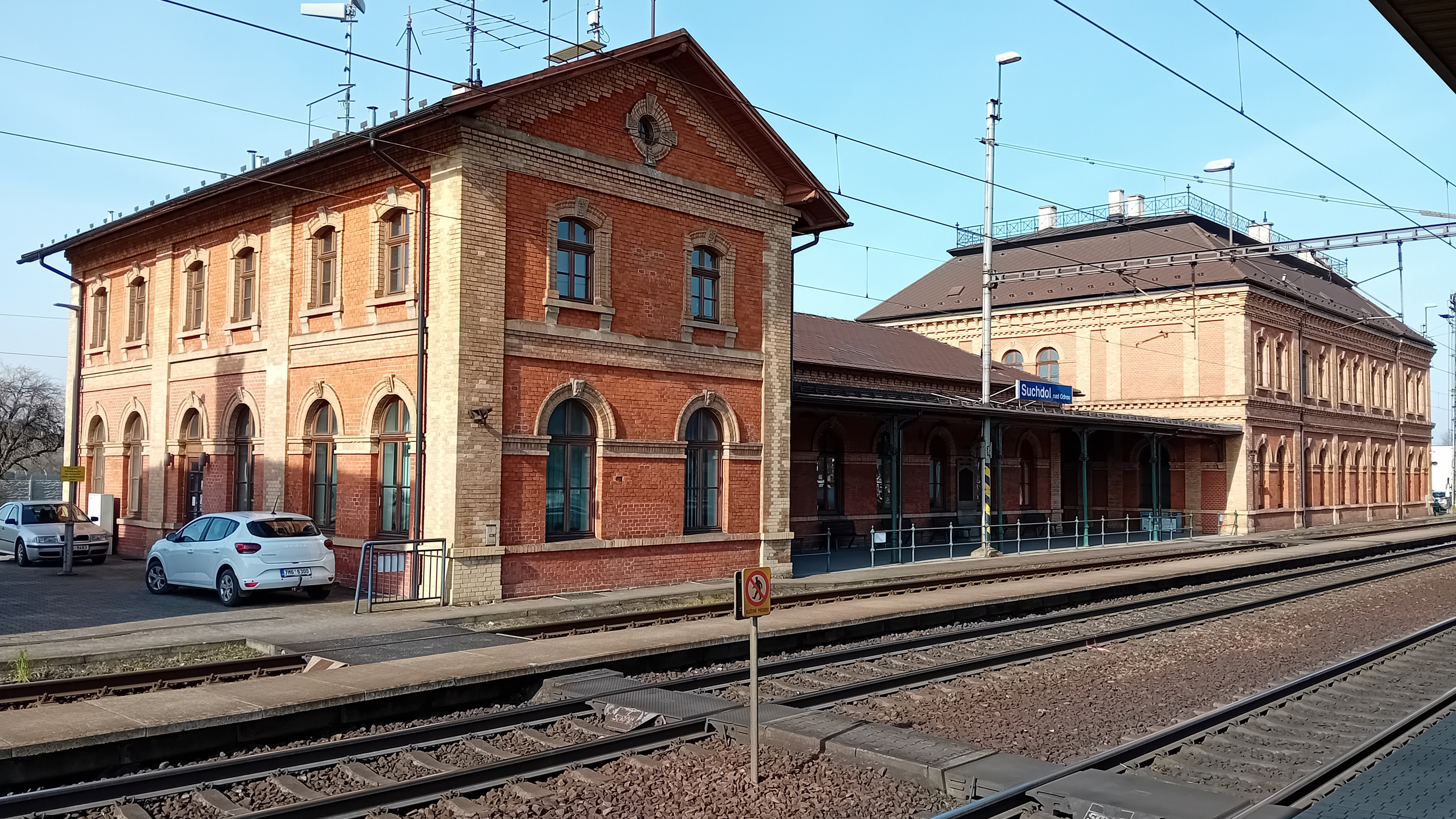
Suchdol nad Odrou
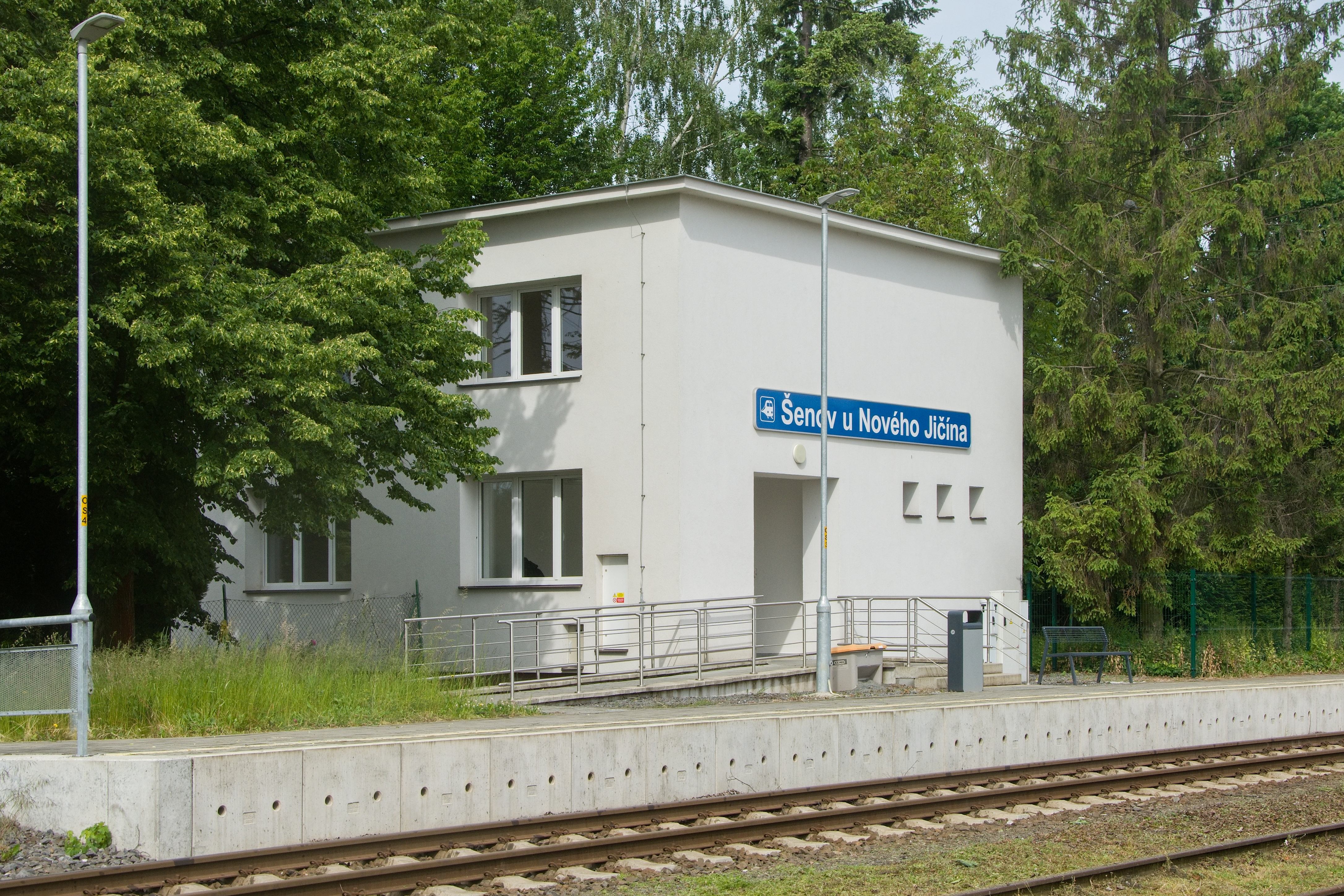
Šenov u Nového Jičína
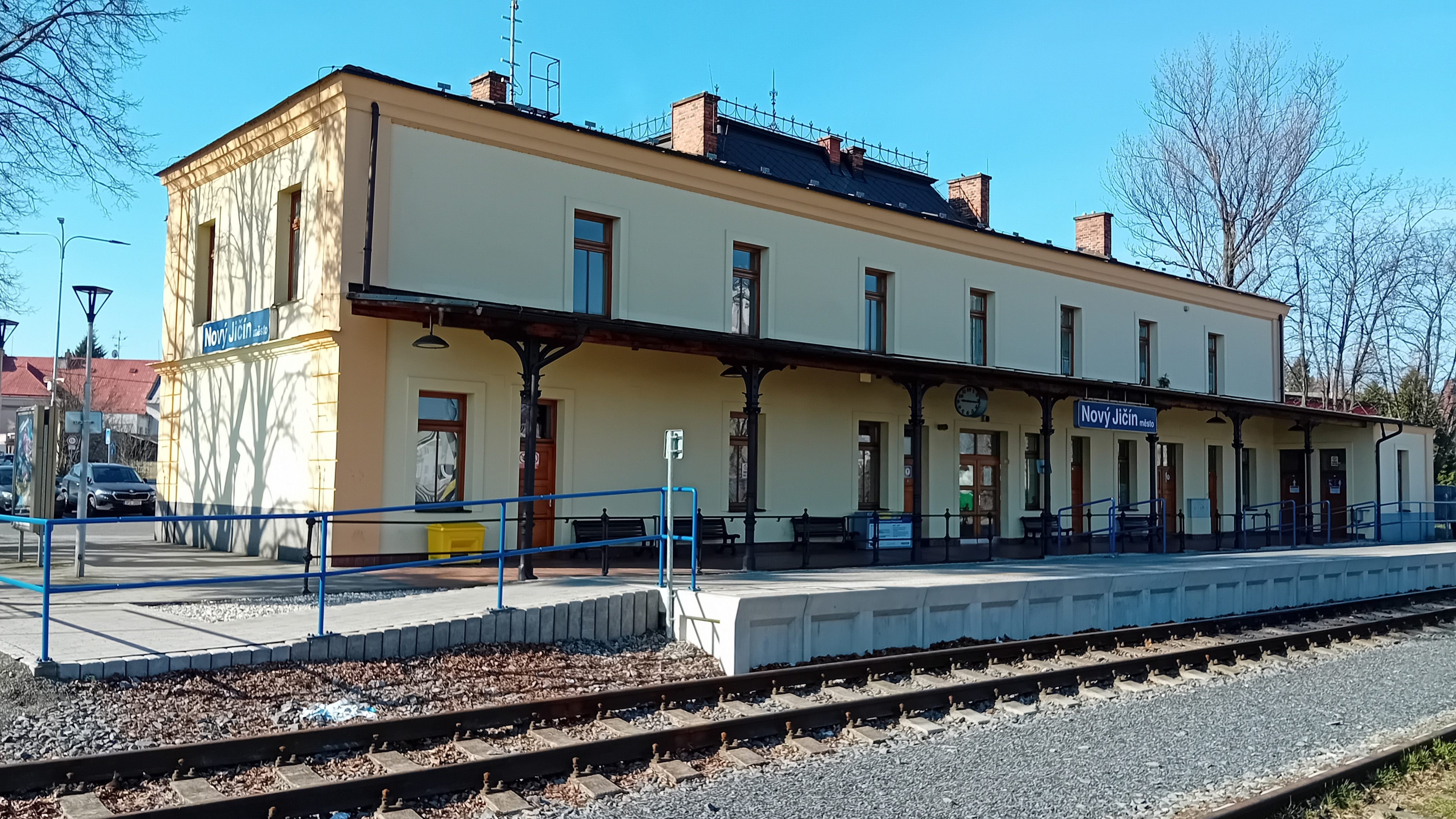
Nový Jičín město